# Schulmädchen-Report 13. Teil: Vergiß beim Sex die Liebe nicht
Schulmädchen-Report 13. Teil ist ein deutscher Erotikfilm aus dem Jahr 1980. Er zählt zum Genre der Report-Filme und ist der letzte Teil der Schulmädchen-Report-Reihe.

## Handlung
Während der Proben zu einer Schulaufführung von Romeo und Julia kommt der Regisseur zur Ansicht, dass die Schüler keine Ahnung von Liebe haben. Daraufhin unterhält sich eine Gruppe von Schülern darüber, ob Sex und Liebe zusammengehören und ob beides zusammen in einer Beziehung überhaupt möglich ist.
Die Schüler schildern ihre persönlichen Erfahrungen, und diese werden dem Zuschauer in fünf Episoden vor Augen geführt: Irina wird beschuldigt, einen Kaufhausdetektiv getötet zu haben, der sie bei einem Diebstahl ertappt und daraufhin zum Beischlaf gezwungen hatte. Allerdings ist nicht sie selbst, sondern ihr Freund der Mörder. Playboy Achim scheitert an der eisernen Jungfrau Janne. Daniela rebelliert mit Sex und Alkohol gegen die Mutter. Drei Schulmädchen wollen keine Jungfrauen mehr bleiben, ihre Erwählten erweisen sich aber selber als Anfänger. Austauschschüler Michael muss den Besuch seiner französischen Bekannten seiner Freundin Ingrid erklären.

## Trivia
Die Dreharbeiten fanden vom 10. Juni bis zum 7. Juli 1980 in München und Umgebung statt. Der Kinostart erfolgte am 14. August 1980. Obwohl dies der letzte Teil der Reihe ist, hatte auch dieser Film noch 1,2 Millionen Kinobesucher in Westdeutschland zu verzeichnen.
Im Gegensatz zu den zwölf Vorgängern dieser Filmreihe wurde der letzte Teil von der FSK bereits ab 16 Jahren freigegeben.

## Kritik
„Die Sexserie, die sich lange auf „Tatsachenberichte“ berief, hat mittlerweile selbst dieses Etikett fallengelassen.“